# Andrzej Bogdański
Andrzej Bogdański herbu Prus III – sędzia kaliski w latach 1784–1788, podsędek kaliski w latach 1779–1784, miecznik wschowski w latach 1778–1779, wojski mniejszy kaliski w latach 1765–1778.
Był konsyliarzem województw poznańskiego i kaliskiego w konfederacji 1767 roku.